# Homalomena saxorum
Homalomena saxorum är en kallaväxtart som först beskrevs av Heinrich Wilhelm Schott, och fick sitt nu gällande namn av Adolf Engler. Homalomena saxorum ingår i släktet Homalomena och familjen kallaväxter. Inga underarter finns listade.